# Hydrophylax
Genre
Hydrophylax est un genre d'amphibiens de la famille des Ranidae.

## Répartition
Les quatre espèces de ce genre se rencontrent en Asie du Sud et en Asie du Sud-Est.

## Liste d'espèces
Selon Amphibian Species of the World (28 septembre 2015) :
- Hydrophylax bahuvistara Padhye, Jadhav, Modak, Nameer & Dahanukar, 2015
- Hydrophylax gracilis (Gravenhorst, 1829)
- Hydrophylax leptoglossa (Cope, 1868)
- Hydrophylax malabaricus (Tschudi, 1838)

## Taxinomie
Ce genre a été relevé de sa synonymie avec Hylarana par Oliver, Prendini, Kraus et Raxworthy en 2015.

## Publication originale
- Fitzinger, 1843 : Systema Reptilium, fasciculus primus, Amblyglossae. Braumüller et Seidel, Wien, p. 1-106. (texte intégral).